# Murallas de Tudela

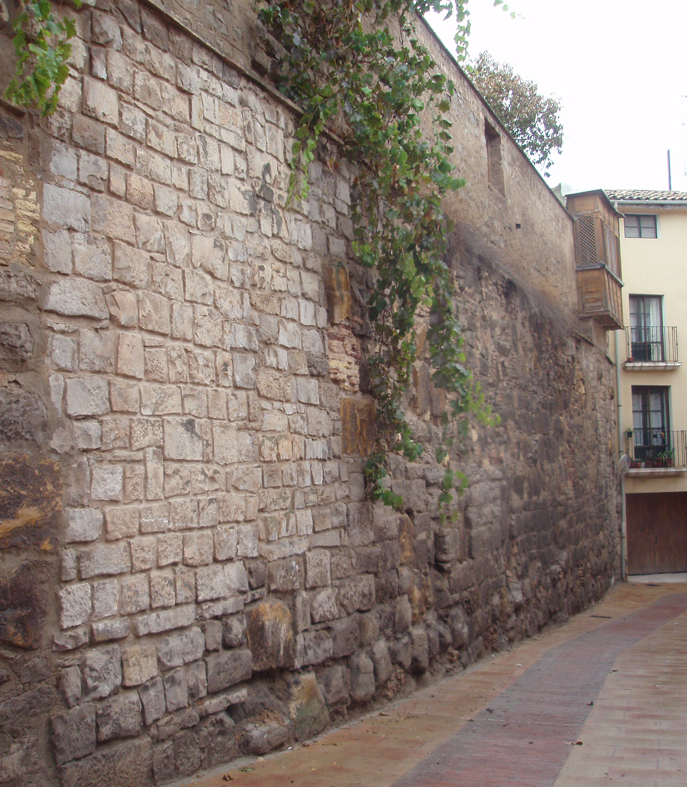
Resto de la Muralla principal de Tudela en la calle de Granados. (parte interior de la ciudad amurallada)

Las murallas de Tudela fueron la fortificación, de origen musulmán, que rodeaba defensivamente la ciudad de Tudela (Navarra), a lo largo del perímetro que ahora conforma el Casco Antiguo de la ciudad. Se construyó (o reconstruyó) una primera muralla a principios del siglo IX, con la fortificación (y refundación de Tudela) de Amrùs ben Yusuf, que rodeada un primer recinto, el fundacional. Esta primera muralla llegaba hasta el barranco del Mediavilla, que sirvió inicialmente de foso defensivo natural. Con el crecimiento demográfico, sobre todo en la época de los Banu Qasi, esta muralla fue ampliada durante la primera mitad del siglo IX hasta alcanzar el siguiente foso natural, el río Queiles. Esta corresponde con la muralla principal de la medina tudelana, que se conservó intacta hasta el siglo XVI. Tras la reconquista de Tudela en 1119, los moros fueron trasladados a extramuros, construyendo un nuevo barrio posteriormente conocido como la Morería; este nuevo barrio fue inmediatamente protegido por una nueva fortificación: las murallas de la Morería.

## Características
Todos los tramos de muralla conservados hasta la actualidad responden a las pautas constructivas propias del siglo IX en la España musulmana, siendo muy semejantes a las defensas en sillería emiral de las alcazabas de Mérida y Sevilla o a las murallas de Madrid y Huesca. Estaban formadas con piedras de sillería y rodeaban por completo la medina musulmana de Al Tutilis, dibujando a la perfección el contorno del Casco Antiguo de Tudela.

### Puertas de la Muralla
La muralla principal de Tudela tenía 7 puertas, seguramente todas en forma de arco de herradura. El nombre conservado y su situación era la siguiente: 
1. Puerta de Albazares: situada en la esquina entre las calles San Julián y Concarera, saliendo a la actual Plaza Nueva. Tras atravesar el río Queiles por un puente, se llegaba a la Carra Borja. La Carra Borja, conocida desde el siglo XVI, era un camino extramuros que servía de enlace a las vías de Aragón y Castilla, vía Borja, siguiendo la antigua calzada romana que continuaba por las calles Concarera y Rua. El puente sobre el río Queiles debe ser tan antiguo como la propia puerta de Albazares y hoy forma parte del arco de cubrimiento donde se asienta la Plaza Nueva.
2. Puerta de Zaragoza: situada en la actual Plaza de la Tres Culturas, a la salida de la calle Verjas. Junto a esta puerta, en el río Queiles, consta en 1152 la existencia de un molino llamado Alitoli o Tolteli. El río Queiles se atravesaba con otro puente por el que se llegaba al Camino Real de Zaragoza. Este puente data de antiguo. Fue reedificado en 1712 junto con la muralla que sostenía el camino de la margen izquierda del río Queiles. El puente fue arruinado en la inundación de 1871 y sustituido por otro de hierro en 1879.
3. Puerta del Mercado: situada en la parte alta del mercadal. También llamada puerta de la morería, porque, después de la construcción del barrio de la morería tras las reconquista cristiana, era el único lugar de paso entre ambos recintos amurallados.
4. Puerta de Calahorra: situada al final de la actual calle Calahorra, en las cercanías de la antigua Ermita de la Virgen de la Cabeza. En frente de ella había un foso y un puente levadizo de doce maderos. En esta puerta existía una inscripción árabe que indicaba que fue edificada en el año 484 de la hégira, correspondiente al año 1091-1092, según Yanguas y Miranda, aunque otros, como J.A. Fernández, consideraron correspondiente al 1009.
5. Puerta de Leza: situada frente al puente del Ebro, conocida también por ello como Puerta del Puente.
6. Puerta de Ribotas: situada en la salida del Mediavilla en su desembocadura en el Ebro, al final de la actual calle Cubrimiento del Mediavilla. En 1210 y 1247 se cita la existencia de una puerta llamada Puerta de la Alfandega, que puede ser la misma que la de Ribotas.
7. Puerta de Gazoz: situada en el cruce de Mediavilla, cuando el río entraba a la medina amurallada, a la altura de la calle Yeseros. La puerta de Garoz fue derruida en 1624, aprovechándose su piedra en el puente de Velilla y del Ebro.

### Torreones-vigía
La muralla estaba jalonada por multitud de torreones-vigía, principalmente en las puertas y varios de trecho en trecho a lo largo de toda la muralla. Probablemente todos ellos tendrían una planta circular y estarían coronados por almenas. Los torreones más importantes de los que se tienen noticias son:
- Un torreón muy grande al final de la actual calle de Yanguas y Miranda.
- Torreón de Hor: situado hacia Sementales (ex-cuartel de la Guardia Civil), en la esquina entre Paseo de Pamplona y el Terraplén.
- Torreón de Monreal: en las inmediaciones del puente del Ebro (no confundir con la Torre Monreal, una atalaya extramuros).
- Dos torreones en la puerta del Mercado.
- Torreón de Alfaquín: citado en 1283, junto a la acequia Bubierca.
- Torreón de la Fuente de Carnicerías o del degollador: para la defensa de la Puerta de Albazares.
- El torreón de la Puerta de Zaragoza, que amenazó ruina en 1633.
- Dos torreones en la Puerta de Calahorra, derribadas en 1516. Estas dos torres sirvieron de prisión.

## Evolución histórica

### Primera muralla musulmana
En el momento de la fortificación de Amrùs ben Yusuf, la primitiva medina fue rodeada de una primera fortificación, el fundacional, que rodeando la alcazaba llegaba hasta el barranco del Mediavilla.  A esta primera muralla pertenecen los restos de un tramo de muralla conservados en el patio de una casa de la calle San Nicolás, propiedad de la familia de Juan José Bienes. Destaca una zona con grandes bloques que podría corresponder a la obra original, según Navas-Cámara y Martínez-Aranaz. El resto muestra obras de diferentes edades y de difícil adscripción, aunque siguen el trazado original.

### Muralla principal
En la época de los Banu Qasi, la medina Al Tutilis creció hasta el río Queiles, por lo que la muralla tuvo que ser ampliada durante la primera mitad del siglo IX hasta alcanzar ese siguiente foso natural. Esta muralla, las más importante, comenzaba en algún lugar de la Puerta del Mercado, bajaba por la divisoria entre la Plaza del Mercadal y la calle Herrerías, hasta la actual calle Yangüas y Miranda, dejando fuera la actual Plaza de los Fueros que aún no estaba construida. Discurría por la calle Muro y Paseo de Pamplona, hasta más o menos el antiguo cuartel de Sementales, y desde allí, en línea recta por todo el Terraplén, iba hacia el puente del Ebro, siguiendo hasta bordear la Alcazaba (posterior castillo), dando la vuelta y abarcando el barrio de la Virgen de la Cabeza. Por las calles Yeseros y Granados se volvía a unir a la puerta del Mercado.
De esta muralla quedan todavía restos en las calles Granados y Yeseros. De hecho, y afortunadamente, en 1641, la antigua muralla que aún forma parte de la calle Granados fue reedificada por amenazar ruinas. Tiene sillares de rústico almohadillado, semejantes a las murallas de Huesca, sugiriendo que son de la época de Amrùs ben Yusuf o de Musa ibn Musa. Al pie del cerro de Santa Bárbara existe también varios tramos de características similares. Uno de ellos, descrito por Pavón-Maldonado, tiene cerca de 6 m de longitud y se sitúa junto al camino de Subida al Castillo. Según Navas-Cámara y Martínez-Aranaz, podría tratarse de las obras de ampliación del recinto amurallado, aunque Basilio Pavón-Maldonado sugirió una fecha más antigua, de finales del siglo VIII o principios del IX, es decir, cuando Amrùs fundó la ciudad. El otro tramo, el de mayor longitud (19 m) y altura (9 m) y el mejor conservado, se descubrió en 1986 gracias a Juan José Bienes-Calvo, en el fondo del patio de una casa de la calle Padre Ubillos.

### Muralla de la Morería
La muralla construida para proteger la Morería, a partir de la reconquista de Tudela en 1119, discurría desde el punto donde Río Mediavilla entra a la ciudad e iba por detrás del convento de Santo Domingo y Dominicas, hasta el actual Puente Mancho, sobre el río Queiles, al que sin cruzarlo y siempre dejándolo fuera, casi lo seguía para empalmar de nuevo con la muralla mayor al final de la calle Herrerías o principios de Yanguas y Miranda. En esta muralla había cuatro puertas: 
1. Puerta de Velilla: situada en frente del actual convento de Capuchinas, situada al final de lo que hoy es calle Dominicas. Daba al Camino viejo de Murchante, al cual se accedía atravesando el rio Queiles por el puente de Velilla, el que luego sería conocido como Puente Mancho. Se sabe que con las piedras de la Puerta de Garoz, arruinada en 1624, se restauró el puente y la puerta de Velilla que se hallaban muy derruidas. En la esquina del Convento de las Dominicas, a la salida de la calle Dominicas, se puede ver uno de los pilares de ladrillo y parte de la base del capitel y una argolla que servían de apoyo a la puerta.
2. Puerta del Postiguillo: situada al final de la calle Zurradores. Se trataba de una pequeña puerta abierta sobre otra mayor de la muralla. Hasta finales del siglo XVII, atravesando la puerta del postiguillo había un puente de madera sobre el río Queiles (puente de los Zurradores), que llegaba a un lugar llamado el Pradillo, lugar donde se asienta ahora la Real Casa de la Misericordia. Este puente se arruinó en las riadas del Queiles de 1688 y 1871.
3. Puerta de la Morería: Para comunicar los dos recintos amurallados, los de la antigua medina y la morería, se conservó la antigua Puerta del Mercado de la primera muralla, una puerta alta entre la calle Herrerías y Mercadal. Por esta razón, fue llamada también Puerta de la Morería.
4. Puerta de Calchetas: consta la existencia de esta otra puerta, situada donde después se edificó el convento de Carmelitas Descalzos y que se conocía en 1597 como La Portaza, ubicada al final de la desaparecida calle de los Olmos que bajaba al río Queiles, hoy Seminario Conciliar.

### Desaparición de las murallas

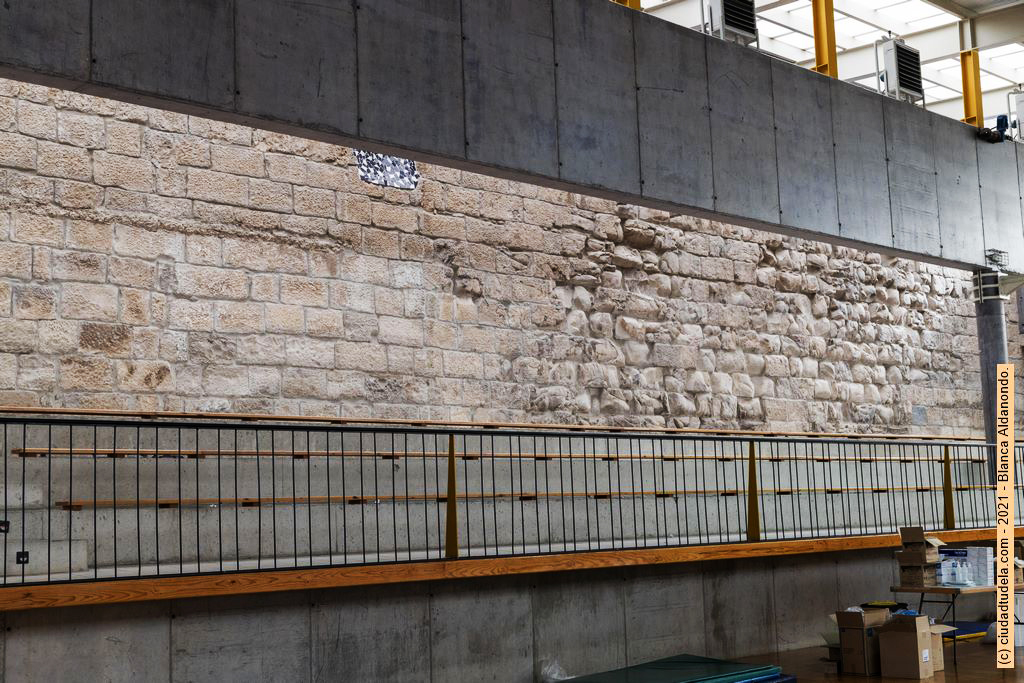
Restos de muralla de la morería, situada en el polideportivo del colegio de los Jesuitas.

Se sabe que las murallas de la morería fueron reparadas en 1368. Después, todas las murallas de la ciudad, tanto la principal como la de la Morería, con sus torreones y puertas, fueron derribadas, junto con el castillo y atalayas, en gran parte por orden del Cardenal Cisneros en 1516, aprovechándose posteriormente sus piedras de sillería para la construcción de diversas edificaciones y obras públicas de la propia ciudad de Tudela. Entre ellas cabe destacar la cubrición abovedada llevada a cabo sobre el curso del Queiles a finales del siglo XVII, con el objeto de levantar sobre él la actual Plaza de los Fueros.